# Randy de Puniet
Randy de Puniet (ur. 14 lutego 1981 w Maisons-Laffitte) – francuski motocyklista, który od sezonu 1998 w ściga się w kategorii Motocyklowe Mistrzostwa Świata. Najmłodszy motocyklowy mistrz Francji w historii.

## Kariera
Już jako 14-latek wygrał francuską serię Typhon Cup na motocyklu Piaggio. Po tytuł mistrza Francji w klasie 125 cm³ sięgnął mając 16 lat w 1997 roku i po dziś dzień jest najmłodszym motocyklowym mistrzem Francji w historii. Rok później powtórzył swój sukces, co dało mu przepustkę do kariery w Motocyklowych Mistrzostw Świata.

### 125 cm³ (1998-2000)
W klasie 125 cm³ zadebiutował z dziką kartą w 1998 roku podczas Grand Prix Francji na Hondzie. Rok później na motocyklu Aprilia jeździł cały sezon, kończąc sezon 1999 na 18 miejscu w klasyfikacji generalnej. W sezonie 2000 dalej jedząc na motocyklach Aprilia, skończył sezon na 17 miejscu w klasyfikacji generalnej.

### 250 cm³ (2001-2005)
W sezonie 2001 zadebiutował na motocyklu Aprilia w klasie 250 cm³ i pomimo wielokrotnych upadków podczas wyścigów został debiutantem roku 2001 kończąc sezon na 13 pozycji. Pierwsze podium w tej klasie wywalczył już w pierwszym wyścigu sezonu 2002 podczas Grand Prix Japonii w ulewnym deszczu, plasując się na trzeciej pozycji, by powtórzyć ten rezultat jeszcze raz w tym sezonie na swoim rodzimym torze podczas Grand Prix Francji. Sezon 2002 zakończył na dziewiątej pozycji z dorobkiem 119 punktów.
Sezon 2003 rozpoczął od upadku podczas Grad Prix Japonii, jednak już w kolejnym wyścigu (Grad Prix RPA) stanął na drugim stopniu podium. Swoje pierwsze zwycięstwo w karierze odniósł w GP Katalonii i powtórzył ten wyczyn dwukrotnie w tym sezonie (GP Czech i GP Walencji). Sezon zakończył na 4 miejscu, trzykrotnie zwyciężając, dwukrotnie zajmując drugą pozycje i czterokrotnie pozycję trzecią, z dorobkiem 208 punktów.
Rok 2004 to jak do tej pory najlepszy sezon w karierze Francuza. Łącznie osiem razy stawał na podium (raz pierwszy, cztery razy drugi i trzy razy trzeci) co pozwoliło mu z liczbą 214 punktów sięgnąć po brązowy medal w końcowej klasyfikacji.
Sezon 2005 nie był już tak udany dla Randy'ego (jedno zwycięstwo, jedno drugie i jedno trzecie miejsce), w rezultacie dało mu to 8. miejsce w klasyfikacji generalnej z łączną liczbą 138 punktów.

### MotoGP (od 2006)
W "królewskiej" klasie zadebiutował na motocyklu Kawasaki w 2006 roku, kończył sezon z 37 punktami, co dało mu 16 pozycję w klasyfikacji generalnej.
Rok 2007 przyniósł Francuzowi pierwsze podium na motocyklu Kawasaki w GP Japonii, gdzie był drugi. Ostatecznie z liczbą 108 punktów sezon zakończył na 11 miejscu.
Sezon 2007 zmienił zespół na Hondę. Sezon "bogaty" w upadki i awarie maszyny satelickiego zespołu, w którym jeździł Francuz, zaowocował 15 pozycją z łączną liczbą 61 punktów.
2009 rok to kolejny sezon na motocyklu Honda. W GP Wielkiej Brytanii stanął na najniższym stopniu podium, a cały sezon zakończył na 11 pozycji z dorobkiem 106 punktów. Po dwóch latach nieobecności w królewskiej klasie dostał szansę na start w ostatnim wyścigu sezonu, w Walencji, gdzie nie zdobył punktów dla Team Suzuki MotoGP na motocyklu Suzuki.

## Życie prywatne
16 grudnia 2012 roku Randy De Puniet poślubił australijską modelkę Lauren Vickers. Para spotykała się ze sobą od 2008 roku.

## Statystyki

### Poszczególne sezony
| Sezon | Klasa   | Motocykl                | Zespół               | Wyścig | Zwycięstwa | Podium | Pole | NO | Pkt  | Poz |
| ----- | ------- | ----------------------- | -------------------- | ------ | ---------- | ------ | ---- | -- | ---- | --- |
| 1998  | 125 cm³ | Honda RS125R            |                      | 1      | 0          | 0      | 0    | 0  | 0    | NC  |
| 1999  | 125 cm³ | Aprilia RS125           |                      | 16     | 0          | 0      | 0    | 0  | 26   | 18  |
| 2000  | 125 cm³ | Aprilia RS125           |                      | 16     | 0          | 0      | 0    | 0  | 50   | 17  |
| 2001  | 250 cm³ | Aprilia RSV250          |                      | 16     | 0          | 0      | 0    | 0  | 50   | 13  |
| 2002  | 250 cm³ | Aprilia RSV250          |                      | 16     | 0          | 2      | 2    | 0  | 119  | 9   |
| 2003  | 250 cm³ | Aprilia RSV250          |                      | 16     | 3          | 9      | 5    | 2  | 208  | 4   |
| 2004  | 250 cm³ | Aprilia RSV250          |                      | 16     | 1          | 8      | 2    | 0  | 214  | 3   |
| 2005  | 250 cm³ | Aprilia RSV250          |                      | 16     | 1          | 3      | 1    | 2  | 138  | 8   |
| 2006  | MotoGP  | Kawasaki Ninja ZX-RR    | Kawasaki Racing Team | 17     | 0          | 0      | 0    | 0  | 37   | 16  |
| 2007  | MotoGP  | Kawasaki Ninja ZX-RR    | Kawasaki Racing Team | 18     | 0          | 1      | 0    | 0  | 108  | 11  |
| 2008  | MotoGP  | Honda RC212V            | Team LCR             | 18     | 0          | 0      | 0    | 0  | 61   | 15  |
| 2009  | MotoGP  | Honda RC212V            | Team LCR             | 17     | 0          | 1      | 0    | 0  | 106  | 11  |
| 2010  | MotoGP  | Honda RC212V            | Team LCR             | 17     | 0          | 0      | 0    | 0  | 116  | 9   |
| 2011  | MotoGP  | Ducati Desmosedici GP11 | Pramac Racing        | 16     | 0          | 0      | 0    | 0  | 49   | 16  |
| 2012  | MotoGP  | Aspar Racing Team       | ART                  | 18     | 0          | 0      | 0    | 0  | 62   | 13  |
| 2013  | MotoGP  | Aspar Racing Team       | ART                  | 18     | 0          | 0      | 0    | 0  | 36   | 15  |
| 2014  | MotoGP  | Ducati Desmosedici GP11 | Suzuki               | 1      | 0          | 0      | 0    | 0  | 0    | NC  |
| Razem |         |                         |                      | 253    | 5          | 24     | 9    | 4  | 1380 |     |

### Starty
| Rok  | Klasa   | Motocykl | 1      | 2      | 3      | 4                       | 5      | 6      | 7      | 8      | 9      | 10      | 11     | 12     | 13     | 14     | 15     | 16     | 17     | 18     | Poz. | Pkt. |
| ---- | ------- | -------- | ------ | ------ | ------ | ----------------------- | ------ | ------ | ------ | ------ | ------ | ------- | ------ | ------ | ------ | ------ | ------ | ------ | ------ | ------ | ---- | ---- |
| 1998 | 125 cm³ | Honda    | JPN    | MAL    | ESP    | ITA                     | FRA 17 | MAD    | NED    | GBR    | GER    | CZE     | IMO    | CAT    | AUS    | ARG    |        |        |        |        | NC   | 0    |
| 1999 | 125 cm³ | Aprilia  | MAL 20 | JPN 15 | ESP NU | FRA 11                  | ITA 19 | CAT 9  | NED NU | GBR NU | GER 15 | CZE NU  | IMO NU | VAL 10 | AUS 21 | RSA NU | BRA 18 | ARG 10 |        |        | 18   | 26   |
| 2000 | 125 cm³ | Aprilia  | RSA 14 | MAL NU | JPN 10 | ESP 13                  | FRA 12 | ITA 9  | CAT 13 | NED NU | GBR 10 | GER NU  | CZE NU | POR 7  | VAL 18 | BRA 9  | PAC NU | AUS 13 |        |        | 17   | 50   |
| 2001 | 250 cm³ | Aprilia  | JPN NU | RSA NU | ESP 18 | FRA NU                  | ITA NU | CAT 8  | NED 13 | GBR NU | GER 5  | CZE 6   | POR 17 | VAL 10 | PAC 11 | AUS NU | MAL 12 | BRA 13 |        |        | 13   | 50   |
| 2002 | 250 cm³ | Aprilia  | JPN 3  | RSA 6  | ESP NU | FRA 3                   | ITA 5  | CAT 4  | NED NU | GBR 6  | GER NU | CZE 6   | POR NU | BRA NU | PAC NU | MAL 6  | AUS 6  | VAL 4  |        |        | 9    | 119  |
| 2003 | 250 cm³ | Aprilia  | JPN NU | RSA 2  | ESP 3  | FRA 2                   | ITA NU | CAT 1  | NED NU | GBR 8  | GER 3  | CZE 1   | POR 3  | BRA 3  | PAC 6  | MAL 5  | AUS NU | VAL 1  |        |        | 4    | 208  |
| 2004 | 250 cm³ | Aprilia  | RSA 2  | ESP 2  | FRA 2  | ITA 4                   | CAT 1  | NED 4  | BRA 8  | GER 5  | GBR 3  | CZE 2   | POR 3  | JPN 11 | QAT NU | MAL 5  | AUS NU | VAL 3  |        |        | 3    | 214  |
| 2005 | 250 cm³ | Aprilia  | ESP NU | POR 3  | CHN 8  | FRA 2                   | ITA NU | CAT 6  | NED 8  | GBR 1  | GER 6  | CZE 8   | JPN 5  | MAL 4  | QAT NU | AUS 7  | TUR NU | VAL 8  |        |        | 8    | 138  |
| 2006 | MotoGP  | Kawasaki | ESP NU | QAT NU | TUR 12 | CŻsobą od 2008 roku. NU | ITA 13 | CAT NU | NED 14 | GBR 12 | GER NU | USA 12  | CZE 14 | MAL 13 | AUS 11 | JPN NU | POR 10 | VAL NU |        | 16     | 37   |      |
| 2007 | MotoGP  | Kawasaki | QAT NU | ESP 13 | CHN 8  | TUR 8                   | FRA NU | ITA NU | CAT 5  | GBR 6  | NED NU | GER NU  | USA 6  | CZE 8  | RSM NU | POR NU | JPN 2  | AUS 6  | MAL 4  | VAL 9  | 11   | 108  |
| 2008 | MotoGP  | Honda    | QAT 9  | ESP NU | POR 15 | CHN 13                  | FRA 9  | ITA NU | CAT NU | GBR 12 | NED NU | GER 8   | USA 6  | CZE 16 | RSM NU | IND 13 | JPN 12 | AUS 9  | MAL 10 | VAL 15 | 15   | 61   |
| 2009 | MotoGP  | Honda    | QAT 10 | JPN 11 | ESP 4  | FRA 14                  | ITA 8  | CAT 8  | NED 7  | USA 9  | GER NU | GBR 3   | CZE 10 | IND 12 | RSM 12 | POR 11 | AUS 8  | MAL NU | VAL 11 |        | 11   | 106  |
| 2010 | MotoGP  | Honda    | QAT 6  | ESP 9  | FRA 7  | ITA 6                   | GBR 6  | NED 6  | CAT 4  | GER NU | USA    | CZE 10  | IND 13 | RSM 13 | ARA NU | JPN 9  | MAL 10 | AUS 10 | POR 6  | VAL 10 | 9    | 116  |
| 2011 | MotoGP  | Ducati   | QAT NU | ESP NU | POR 10 | FRA NU                  | CAT NU | GBR 12 | NED NU | ITA 14 | GER 13 | USA DNS | CZE 12 | IND 8  | RSM 14 | ARA 12 | JPN 10 | AUS 6  | MAL C  | VAL NU | 16   | 49   |
| 2012 | MotoGP  | ART      | QAT 13 | ESP NU | POR 13 | FRA NU                  | CAT 15 | GBR 12 | NED 8  | GER 11 | ITA 12 | USA 11  | IND NU | CZE 8  | RSM 9  | ARA 11 | JPN NU | MAL NU | AUS 11 | VAL 12 | 13   | 62   |
| 2013 | MotoGP  | ART      | QAT 12 | AME 14 | ESP NU | FRA NU                  | ITA 11 | CAT NU | NED 12 | GER 12 | USA NU | IND NU  | CZE 15 | GBR 16 | RSM 17 | ARA 13 | MAL 12 | AUS 10 | JPN 13 | VAL NU | 15   | 36   |
| 2014 | MotoGP  | Suzuki   | QAT    | AME    | ARG    | ESP                     | FRA    | ITA    | CAT    | NED    | GER    | IND     | CZE    | GBR    | RSM    | ARA    | JPN    | AUS    | MAL    | VAL NU | NC   | 0    |